# Nguyễn Hữu Hạnh
Nguyễn Hữu Hạnh (Mỹ Tho, 10 luglio 1926 – Ho Chi Minh, 29 settembre 2019) è stato un generale vietnamita dell'Esercito della Repubblica del Vietnam, raggiungendo il grado di Generale di brigata.
Suo figlio Nguyen Huu Tai morì in un raid nel distretto di Chau Thanh.
Hạnh assistette l'ultimo presidente del Vietnam del Sud Dương Văn Minh nell'annuncio del trasferimento del potere al Governo Rivoluzionario Provvisorio del Vietnam del Sud in seguito alla Caduta di Saigon.